# Nucleus salivatorius superior
Der Nucleus salivatorius superior (v. lat. Nucleus „Kern“, Saliva „Schleim“ oder „Speichel“, superior „oben“) ist einer der drei paarigen Hirnnervenkerne des siebten Hirnnerven (Nervus facialis). Bei Tieren wird der Kern meist als  Nucleus salivatorius rostralis bezeichnet. Der Kern liegt im Pons, der Brücke, ein Abschnitt des Hirnstamms. 
In diesem Kerngebiet sind allgemein-viszeromotorische oder sekretorische Nervenzellen lokalisiert. Die Nervenfasern dieses Kernkomplexes versorgen 
- Tränendrüse (Glandula lacrimalis),
- Nasendrüse (Glandulae nasales),
- Gaumendrüsen (Glandulae palatinae) sowie zwei der Speicheldrüsen, die
- Unterkieferspeicheldrüse (Glandula submandibularis) und die
- Unterzungenspeicheldrüse (Glandula sublingualis).

Diese Drüsen werden vom Nervus facialis parasympathisch innerviert, das heißt über Nervenimpulse zur Sekretion angeregt. Der Nucleus salivatorius superior wird durch den Hypothalamus, größtenteils über den Fasciculus longitudinalis dorsalis, gesteuert, und kann wie alle allgemein-viszeromotorischen Kernkomplexe nicht willkürlich angeregt werden.   